# Ira Gershwin
 Der er for få eller ingen kildehenvisninger i denne artikel, hvilket er et problem. Du kan hjælpe ved at angive troværdige kilder til de påstande, som fremføres i artiklen.

Ira Gershwin – født Israel Gershowitz (født 6. december 1896, død 17. august 1983) var en amerikansk tekstforfatter og sangskriver.
Gershwin arbejdede sammen med sin bror George Gershwin til hans død i 1937. De er kendt for operaen Porgy og Bess (1935) og for musicals som Funny Face (1927) og Shall We Dance (1937).
Efter broderens død arbejdede Ira Gershwin sammen med andre komponister som Jerome Kern og Kurt Weill.
Han er begravet på Westchester Hills Cemetery i Hastings-on-Hudson i New York.